# Тис ягідний (пам'ятка природи, Львів)
Тис я́гідний — ботанічна пам'ятка природи місцевого значення в Україні. Розташована у місті Львові, на території терапевтичного відділення № 2 4-ї лікарні, що на вул. Мушака, 54 (навпроти УКУ).
Площа 0,05 га. Охороняються 5 екземплярів тиса ягідного. Перший екземпляр — дерево сформоване з двох окремих стовбурів, які виросли з одного кореня. Вік дерева — 96 років, висота стовбура — 19 м, діаметр — 41 см, висота другого стовбура 15 м.
Чотири інші екземпляри — дерево-кущ. Перше має вік 60 років, висоту стовбура — 5 м, діаметр — 18 см, діаметр крони — 9 м, діаметр — 31,5 см, загальний діаметр крони — 13 м. Друге дерево має вік 60 років, висоту стовбура — 5 м, діаметр — 15 см, діаметр крони — 6 м.

## Зображення

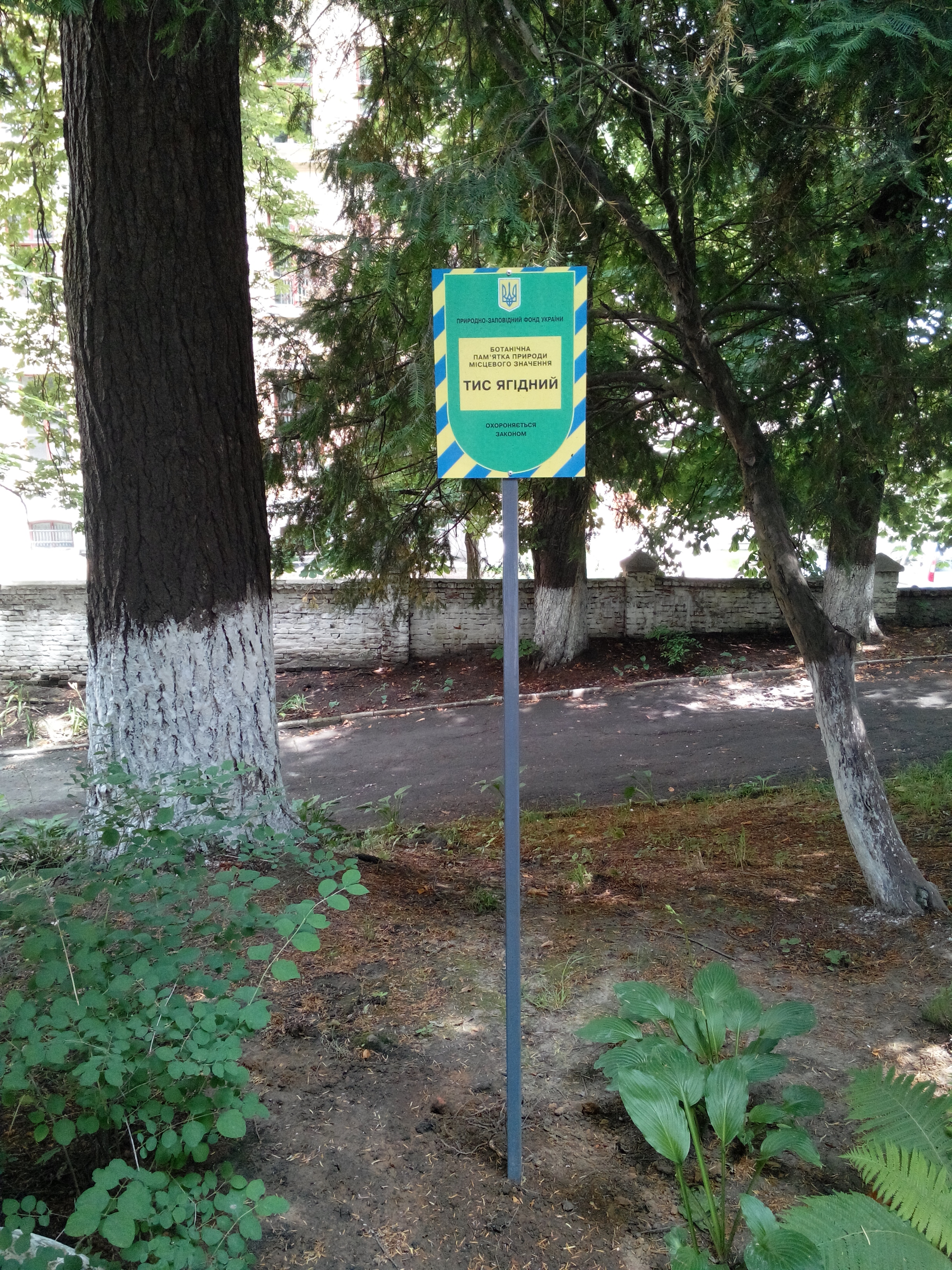
Охоронний знак, встановлений у 2015 р.
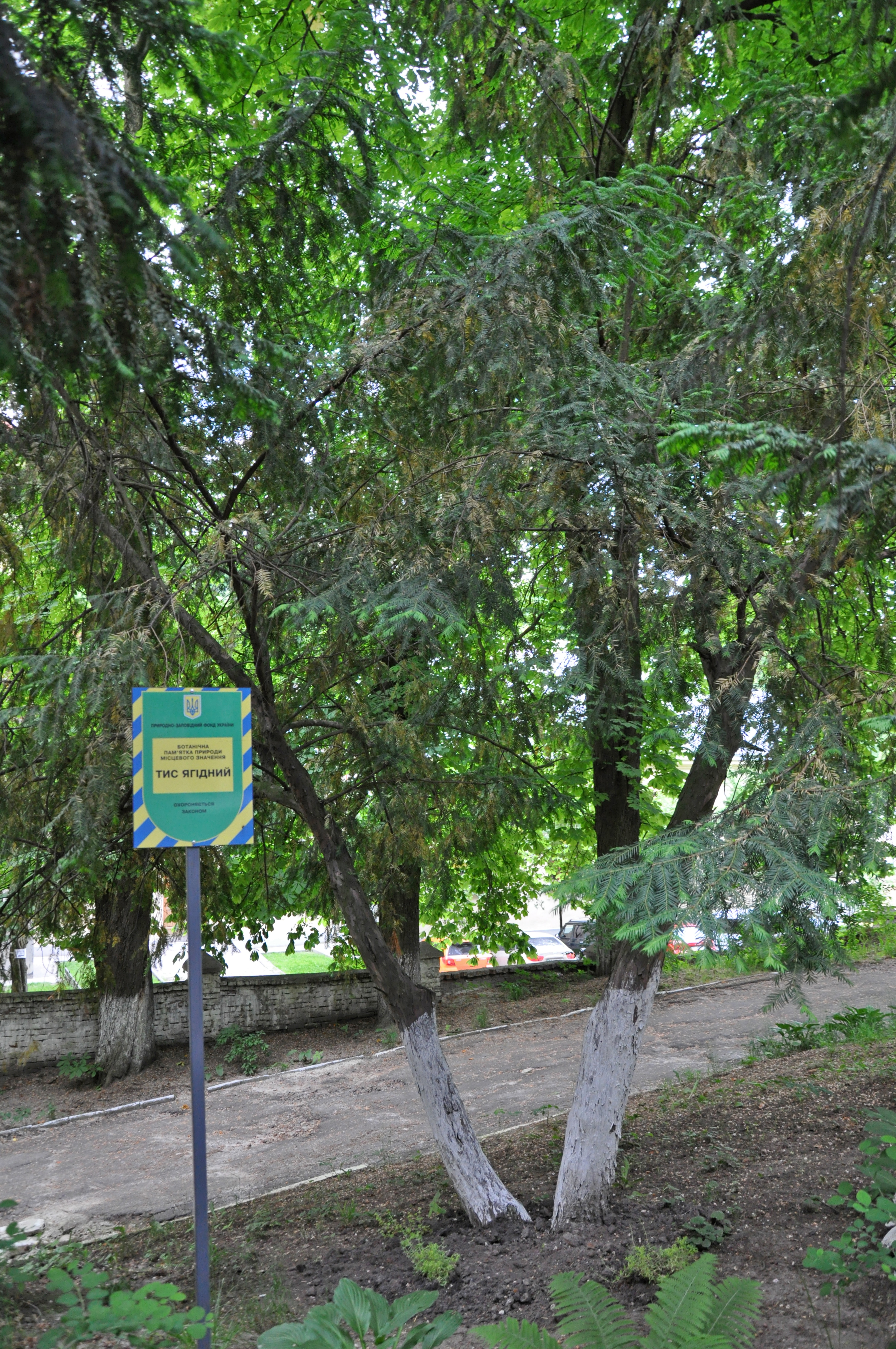
Тис ягідний